# Katingsil
Katingsil (dansk) eller Katingsiel (tysk) er en landsby i det nordlige Tyskland, beliggende i Nordfrisland. Byen er beliggende mellem Tønning og Garding ved Ejderens munding i Nordsøen. Navnet Katingsil henviser til en digesluse (≈Sil) på samme sted.
Før oprettelsen af Ejderdæmningen i 1973 var Katingsil en lille havneby. Omkring 1600 spillede havnen en central rolle som handelsplads for halvøen Ejdersted og det sydlige Nordfrisland. Med etableringen af kanalen til Garding (Süderbootfahrt ≈ Sønderbådfart) i 1613 og kanalen fra Tetenbøl til Tønning (Norderbootfahrt ≈ Nørrebådfart) i 1615 mistede byen efterhånden sin betydning som egnens førende havneby.

54°17′52.97″N 8°50′6.79″Ø / 54.2980472°N 8.8352194°Ø